# 三上丈晴
三上 丈晴（みかみ たけはる、1968年9月9日 - ）は、日本の編集者。学習研究社のオカルト雑誌『ムー』の第5代目編集長を2005年から務める。青森県弘前市出身。

## 経歴
筑波大学第一学群自然学類物理学専攻を卒業した。「宇宙の謎を知りたい」と素粒子理論物理学を学ぶ傍らで、『ムー』は中学1年生から愛読し、読者投稿欄の常連だった。
1991年、学習研究社（学研）に入社した。『歴史群像』編集部を経て、入社半年後に『ムー』編集部に配属され、2005年に5代目編集長に就任した。2021年6月から国際未確認飛行物体研究所（福島市）の所長を兼ねる。
2022年、『オカルト編集王 月刊「ムー」編集長のあやしい仕事術』を学研プラスから刊行した。

## 人物
最も苦労するのはネタ集めで、「創刊当時から尽きていて、もうない」が、超古代文明や超能力といった「同じ食材を使っていかに違う料理を作るか」が『ムー』の編集であると語っている。

## 出演

### テレビ
- 超ムーの世界（2014年6月7日 - 8月17日、エンタメ～テレ）[9]
- カスペ!・映っちゃった映像グランプリ （2015年1月27日、フジテレビ）
- 超ムーの世界 第二章（2015年2月2日 - 4月20日 、エンタメ～テレ）
- カスペ!・21世紀なのにまだまだあった 世界の何だコレ!?ミステリーSP（2015年3月3日、フジテレビ）
- 世界の何だコレ!?ミステリー (2015年10月21日 -、フジテレビ)
- 超ムーの世界R（2015年5月4日 - 2023年2月20日、エンタメ～テレ）
- シン・オカルト倶楽部（2023年4月3日 - 、エンタメ～テレ）

### インターネット
- 飛鳥昭雄エクストリームサイエンスwith三上丈晴（2013年7月4日、Ustream
- YouTube-秘密結社コヤミナティ

### ラジオ
- FUTURESCAPE（不定期、FMヨコハマ）
- おはよう寺ちゃん（不定期、文化放送）
- 福山雅治と荘口彰久の「地底人ラジオ」（不定期、渋谷のラジオ）